# الدوري البرتغالي الدرجة الثانية 1981–82
الدوري البرتغالي الدرجة الثانية 1981–82 (بالبرتغالية: II Divisão de 1981–82‏) هو موسم من الدوري البرتغالي الدرجة الثانية. فاز فيه نادي ماريتيمو.